# SPA 88 Serpent
La SPA 88 est une escadrille de tradition de l'Armée de l'air française créée pendant la Première Guerre mondiale.
Elle est actuellement active, faisant partie de l'escadron de chasse 3/11 "Corse" en république de Djibouti.

## Insigne de l'Escadrille

### Numérotation
- - A-1108

### Date création
- - Insigne homologué le 27 septembre 1977.

### Héraldique
- - D'émail blanc à une bisse ondoyante de gueules et d'or. En pointe capitale "S" renfermant dans la boucle supérieure les capitales PA et dans la boucle inférieure le nombre 88 le tout d'or.

### Symbolique
- - Cet insigne (le serpent ou bisse) est à l'origine celui de la N 88 avant de devenir celui de la SPA 88. Les unités aériennes portaient à cette époque l'initiale des avions affectés (N=Nieuport, MS=Morane-Saunier et SPA pour Société de Production des Avions Déperdussin.

## Historique de l'Escadrille

### Première Guerre mondiale
- L'escadrille 88 est formée à la fin du mois de mars 1917 et placée sous les ordres du capitaine d'Astier de la Vigerie sur le terrain de Belfort-Chaux.

#### Effectif pilote initial
- - - Capitaine François d'Astier de La Vigerie - commandant d'escadrille.
  - - Sous-lieutenant Thibaud
  - - Maréchal des logis Thomas
  - - Sergents de Guingamp et Second
  - - Caporaux-chef Agut, Savot, Valtat et Vidal

L'unité est alors équipée d'avions Nieuport, et elle est désignée sous l'appellation de N88

#### Faits par dates
Tout d'abord escadrille de chasse de la VIIe Armée (Général Debeney), elle exécute des missions de reconnaissance et d'observation sur le front des Vosges et aux abords de la frontière suisse.
Elle est ensuite affectée à la VIe Armée (Général Maistre) qui tient le front de l'Aisne et demeure accrochée aux pentes du plateau dit du Chemin des Dames.
- 1er mai 1917 - Le sergent Second est tué en combat aérien.

- 17 avril 1917 - 16 juillet 1917 - L'escadrille est engagé dans la troisième bataille de Champagne (aussi appelée bataille des Monts).

- Juin-septembre 1917 - transformation de l'escadrille qui passe sur SPAD VII et XII

- 18 juillet 1917 - Transfert de la SPA 88 sur le terrain de Neuve-Maison où l'unité est maintenue jusqu'en décembre.

- Septembre 1917 - L'escadrille est affectée au groupe de combat No 13, commandé par le Commandant Philippe Féquant. Elle combat en étroite collaboration avec les escadrilles du groupe : Les SPA 15, 65, 84, 124 jusqu'à la fin de la guerre. Elle prend part au succès des nouvelles opérations au Chemin des Dames.

- 26 septembre 1917 - l'escadrille SPA 88 est citée à l'ordre de la VIe Armée pour ses faits d'armes.

- 2 octobre 1917 - Le capitaine d'Astier de la Vigerie est gravement blessé dans un combat aérien et évacué vers l'arrière, le capitaine Séjourné le remplace.

- 5 décembre 1917 - Avec son groupe, l'escadrille se déplace sur l'aérodrome de la Noblette où elle est mise à la disposition de la IVe Armée (général Gouraud) qui tient le front de Champagne, la SPA 88 y est engagée.

- 15 janvier 1918 - Elle se replie sur le terrain de la Noblette.

- 16 janvier 1918 - Le groupe de combat No 13 comprenant la SPA 88 passe sous l'autorité du capitaine Chevrier.

- 25 février 1918 - Le groupe se déplace dans la zone de la VIe armée (Général Duchêne) à Coincy.

- 16 mars 1918 - Le caporal Depaulis est grièvement blessé en combat aérien.

- 27 mars 1918 - Le capitaine d'Harcourt prend le commandement du groupe N13 jusqu'à l'armistice.

- 2 avril 1918 - Devant l'avancée des forces ennemies, l'escadrille 88 se replie avec le groupe No 13 sur le terrain de Feuguerolles.

- 27 avril 1918 - à la suite de la forte offensive allemande sur le Chemin des Dames, la SPA 88 vient se positionner sur le terrain de Cramaille

- 27 mai 1918 - Bombardement du terrain de Cramaille,  la SPA 88 est neutralisée par la destruction de toute sa flotte d'appareils.

- 28 mai 1918 - L'escadrille est acheminée vers le Bourget Dugny où elle est entièrement rééquipée à la hâte avec le modèle de chasseur le plus récent : le SPAD XIII.

- 14 mai 1918 - Ayant rejoint le groupe de combat No 13, elle est rattachée comme celui-ci à la division aérienne (Colonel Duval) et participe à toutes les opérations jusqu'à l'armistice.

- 9-13 juin 1918 - Elle participe à la bataille du Matz, opérations sur la rive droite de l'Oise et sur la route qui mène à Paris.

- 28 juin 1918 - Son chef le capitaine Marcel Doumer est mortellement blessé lors d'un duel aérien.

- 15 juillet - 2 août 1918 - La SPA 88 participe à la 4e bataille de la montagne de Reims, la 2e bataille de la Marne, les batailles du Soissonnais, de l' Ourcq et du Tardenais.

- 1er août 1918 - Le lieutenant Gabriel Guérin, nouveau commandant de l'escadrille, se tue en avion.

- 19 août 1918 - Son successeur le lieutenant Gabriel Thomas est grièvement blessé.

- 17 - 29 août 1918 - 3e bataille de Picardie suivie d'une progression vers Hindenbourg.

- 12 septembre 1918 - Bataille de Saint-Mihiel au cours de laquelle toute la division aérienne est mise à la disposition de l'Armée américaine.

- 11 novembre 1918 - La SPA 88 compte 36 avions ennemis abattus, dont 31 sûrs, ainsi que 4 drachen incendiés.

- 19 novembre 1918 - L'escadrille ayant reçu trois citations à l'ordre de l'armée de l'air, la SPA 88 a le droit de porter la fourragère aux couleurs de la croix de guerre.

- 24 octobre 1919 - Elle gagne, avec le groupe de combat No 13, le terrain de Châteauroux la Martinerie où elle restera stationné durant de longues années.

### L'après1reGuerre Mondiale
- 1er janvier 1920  - Lors de la formation du 3e Régiment d'Aviation de chasse, le Groupe No 13 devient le 2e Groupe du régiment et la SPA 88 la 105e escadrille du même régiment.

- 1er octobre 1933  - La SPA 88 devient la 1re escadrille du 3e escadre d'aviation de chasse et fait partie désormais du Groupe de Chasse 1/3